# 허재혁
허재혁(1979년 8월 26일~)은 롯데 자이언츠의 야구 코치다. 시카고 컵스 산하 싱글 A 팀인 유진 에메랄즈에서도 활동했던 바 있다.

## 출신 학교
- 오클라호마대학교
- 몬태나주립대학교